# Jetix Play
Jetix Play (anteriormente Fox Kids Play) fue una marca empleada por la empresa Jetix Europe, propiedad en un 75 % de The Walt Disney Company. Su uso principal fue en la designación y gestión de un canal de pago de temática preescolar que complementara al canal Jetix en sus diferentes señales en Europa Central y Oriental y en el Oriente Medio.

## Historia
Fox Kids Europe N.V lanzó un canal de televisión de temática preescolar denominado Fox Kids Play en enero de 2003. Estuvo disponible en un inicio para Polonia, exclusivamente por televisión de pago, y en octubre de ese año aumentó su cobertura a las regiones de Europa Central y Oriental, Rusia (incluyendo los países exsoviéticos), el Medio Oriente, el norte de África y Turquía. Su programación estaba compuesta por series y caricaturas antiguas previamente emitidas en la señal principal de Fox Kids. Este catálogo estaba compuesto por producciones realizadas por BVS Entertainment y Fox Kids Europe. La señal emitía 12 horas al día, de 6 a. m. a 6 p. m.
El 1 de enero de 2005, Fox Kids Play fue reelanzado como Jetix Play. Con el cambio de denominación de todas las señales de Jetix en Europa, la empresa Fox Kids Europe N.V cambia su nombre legal a Jetix Europe N.V.
El 1 de noviembre de 2008, Jetix Play aumentó su horario de programación a casi 17 horias diarias, de 6 a. m. a 10:45 p. m.
Luego de que The Walt Disney Company adquiriera más del 95% de acciones en Jetix Europe, Disney planeó relanzar las señales de Jetix Play después del relanzo de Jetix a Disney XD o a Disney Channel. Tiempo antes de su cierre, Disney empezó a cesar de forma progresiva la distribución por cable y satélite de Jetix Play en Polonia y, para mayo de 2010, dejó de emitir comerciales. El canal cerró el 1 de agosto de 2010 en Polonia y el 1 de septiembre de 2010 en Oriente Medio. El canal fue reemplazado por Playhouse Disney / Disney Junior en la mayoría de las regiones.

## Programación
La programación en Jetix Play consistía en programación de archivo de dibujos animados y series de televisión del catálogo de BVS Entertainment, que incluía programas de Saban Entertainment y el catálogo anterior a 1990 de DIC Entertainment, cuyos derechos internacionales poseía BVS/Fox Kids Europe en ese momento.

## Otros usos
En el Reino Unido, Fox Kids Europe lanzó Fox Kids Play como un canal interactivo de video bajo demanda (VOD) en la cableoperadora Telewest en julio de 2003. Este servicio estaba compuesto de juegos accesibles desde el televisor, cuya temática estaba basada en los programas infantiles emitidos por Fox Kids. Un año después, en marzo de 2004, Fox Kids Play fue agregado a la oferta de canales de la operadora de televisión satelital Sky Digital. 
En Holanda, Jetix Europe N.V añadió a Jetix Play como un bloque de programación preescolar en el canal Jetix de ese país. Se emitía en las mañanas y su contenido estaba compuesto por series producidas por terceros dirigida a una audiencia más pequeña. Entre las series presentes en este bloque, se encontraban Los hermanos Koala, Bob the Builder, Hamtaro y Strawberry Shortcake.  En septiembre de 2009, en el bloque comenzó a transmitirse In the Night Garden...
Entre 2006 y 2007, en Hungría y Rumania y otros países de Europa Central y Oriental, los canales Jetix presentes en la región añadieron un bloque de programación denominado Jetix Play compuesto por series antiguas del catálogo audiovisual de BVS.